# 莱讷河畔格罗瑙
莱讷河畔格罗瑙（德語：Gronau (Leine)），简称格罗瑙（德語：Gronau，發音：[ˈɡʁoːnaʊ] ⓘ），是德国下萨克森州希尔德斯海姆县的城市，面积88.39平方千米，2023年12月31日人口为10,882人。